# Raiffeisenbank Baunatal
Die Raiffeisenbank eG (im Außenauftritt Raiffeisenbank eG Baunatal) ist eine deutsche Genossenschaftsbank mit Sitz im Stadtteil Altenbauna in der hessischen Stadt Baunatal im Landkreis Kassel.

## Geschichte
Am 28. Nov. 1886 wurde in Hoof (heute ein Ortsteil der Gemeinde Schauenburg) die Hoofer Darlehenskasse gegründet. Im Lokal Leck (Krapfenbauer-Schütz) wurde der Verein am 28. November 1886 aus der Taufe gehoben. Schon die 1. Generalversammlung am 5. Dezember des gleichen Jahres zählte der Verein zur Jahreshauptversammlung schon 50 Mitglieder, unter denen auch Bürger von Elmshagen waren. Um 1920 gründete sich in Elmshagen eine eigene Darlehenskasse. In Breitenbach wurde am 20. Oktober 1889 und im gleichen Jahr in Elgershausen eine Darlehenskasse gegründet. Bis zum Ersten Weltkrieg stiegen die Mitgliederzahlen in den Vereinen stetig an. Manchem Mitglied konnte schon mit einem kleinen Darlehen aus der Not geholfen werden. Der Gemeinschaftsgedanke förderte die gegenseitige Hilfe, die Anschaffung von vereinseigenen Gerätschaften und Maschinen brachte eine bessere wirtschaftliche Nutzung. Die schweren Zeiten der beiden Weltkriege und die Inflation waren für die Darlehenskassen ein arger Prüfstein.
In einer außerordentlichen Generalversammlung am 11. Juni 1968 schlossen sich die Raiffeisenkasse Elgershausen eGmbH und die Raiffeisenkasse Hoof eGmbH zu einer Genossenschaft unter dem Namen Raiffeisenkasse Habichtswald eGmbH zusammen. Am 27. Juni 1969 schloss sich auch die Raiffeisenkasse Breitenbach-Elmshagen e.G.m.b.H. (die im Jahr 1962 durch die Fusion des Spar- und Darlehnskassenverein Breitenbach eGmuH mit Sitz in Breitenbach mit dem Spar- und Darlehnskassenverein Elmshagen eGmuH mit Sitz in Elmshagen als Raiffeisenkasse Breitenbach-Elmshagen e.G.m.u.H. entstanden war) mit dem Sitz in Breitenbach der Genossenschaft an. Durch eine Gebietsreform im Jahre 1972 wurde der Verein in Raiffeisenbank Schauenburg eGmbH mit dem Sitz in Schauenburg umbenannt.
Im Jahr 1888 wurde von 18 Mitgliedern der Darlehnskassen-Verein in Großenritte gegründet. Vorsitzender wurde Pfarrer Georg Kulenkamp. Der Darlehnskassen-Verein trat 1890 der Landwirtschaftlichen Central-Darlehnskasse Neuwied bei. 1893 beteiligte sich die Dorfkasse Großenritte an der Finanzierung des Baus der Eisenbahnstrecke Kassel-Naumburg über Altenbauna und Großenritte nach Naumburg. Zwischen 1895 und 1909 wurden weitere Darlehnskassen in Kirchbauna, Rengershausen, Guntershausen und Altenbauna gegründet.
Im Jahr 1964 entstand durch die Fusion der Raiffeisenkasse Altenbauna eGmbH mit dem Sitz in Altenbauna mit der Raiffeisenkasse Guntershausen eGmbH mit dem Sitz in Guntershausen, der Raiffeisenkasse Kirchbauna eGmbH mit dem Sitz in Kirchbauna und der Raiffeisenkasse Rengershausen eGmbH mit dem Sitz in Rengershausen die Raiffeisenkasse Baunatal eGmbH mit Sitz in Baunatal-Altenbauna mit zunächst 496 Mitgliedern. Die Raiffeisenkasse Hertingshausen eGmbH mit dem Sitz in Hertingshausen schloss sich dieser 1968 an.
Nach den beiden Weltkriegen und der Währungsreform 1948 wurden die Vereine neu aufgebaut. Die Ansiedlung des Volkswagenwerkes Kassel in Baunatal-Altenbauna mit bis zu 20.000 Beschäftigten, die Zunahme der Einwohnerzahlen und Bautätigkeiten machen es für die Raiffeisenbank Baunatal notwendig, in den 1950er Jahren in den Gemeinden Großenritte, Hertingshausen, Altenritte, Altenbauna und Kirchbauna Warenlager zu errichten.
Im Jahr 1977 fusionierte die Raiffeisenkasse Großenritte-Altenritte eG mit dem Sitz in Großenritte mit der Raiffeisenbank Baunatal eG mit dem Sitz in Altenbauna, durch Verschmelzung mit der Raiffeisenbank Schauenburg eG entstand 1991 die Raiffeisenbank Baunatal-Schauenburg eG.
1903 wurde der Eschenstruther Spar und Darlehenskassenverein eGmbH in Eschenstruth gegründet. Die spätere Raiffeisenkasse Eschenstruth eGmbH schloss durch die Verschmelzung der Raiffeisenkasse Kaufunger Wald eGmbH mit dem Sitz in Kaufungen im Dezember 1970 an. Am 22. Januar 1895 wurde der Niederkaufunger Darlehenskassenverein eGmbH unter der Nr. 2 in das Genossenschaftsregister von Oberkaufungen eingetragen.
Die Raiffeisenkasse Kaufunger Wald eGmuH mit dem Sitz in Niederkaufungen fusionierte 1962 mit der Raiffeisenkasse Oberkaufungen e.G.m.u.H mit dem Sitz in Oberkaufungen und der Raiffeisenkasse Nieste e.G.m.u.H mit dem Sitz in Nieste zur Raiffeisenkasse Kaufunger Wald eGmbH und im Jahr 1964 mit der Raiffeisenkasse Helsa e.G.m.b.H. mit dem Sitz in Helsa und der Raiffeisenkasse Wickenrode e.G.m.b.H. mit dem Sitz in Wickenrode.
Im Jahr 1964 fusionierten die Ochshäuser Raiffeisenkasse in Lohfelden eGmuH mit dem Sitz in Ochshausen, die Raiffeisenkasse Lohfelden eGmbH mit dem Sitz in Lohfelden und die Raiffeisenkasse Vollmarshausen-Wellerode eGmuH mit dem Sitz in Vollmarshausen zur Raiffeisenkasse Söhre eGmbH. Im Jahr 1968 schloss sich die Raiffeisenkasse Bergshausen eGmbH mit dem Sitz in Bergshausen der Raiffeisenkasse Söhre eGmbH an sowie im Jahr 1971 dann noch die Raiffeisenkasse Eiterhagen-Wattenbach eGmbH mit dem Sitz in Eiterhagen.
Durch Fusion und Verschmelzung der Raiffeisenbank Kaufunger Wald eG mit der Raiffeisenbank Söhre eG mit dem Sitz in Lohfelden entstand 1986 die Raiffeisenbank Söhre-Kaufungerwald eG mit dem Sitz in Lohfelden, die im Juli 1997 mit der Raiffeisenbank Baunatal-Schauenburg eG zur heutigen Raiffeisenbank eG verschmolz.

## Rechtsverhältnisse
Die Raiffeisenbank eG ist im Genossenschaftsregister beim Amtsgericht Kassel unter GnR 334 eingetragen.

## Organisationsstruktur
Rechtsgrundlagen sind das Genossenschaftsgesetz und die durch die Vertreterversammlung beschlossene Satzung. Organe der Bank sind der Vorstand, der Aufsichtsrat und die Vertreterversammlung.

## Sicherungseinrichtung
Die Raiffeisenbank eG ist der amtlich anerkannten Sicherungseinrichtung des Bundesverbandes der Deutschen Volksbanken und Raiffeisenbanken GmbH und der zusätzlichen freiwilligen Sicherungseinrichtung des Bundesverbandes der Deutschen Volksbanken und Raiffeisenbanken e.V. angeschlossen.

## Geschäftsausrichtung
Die Raiffeisenbank eG betreibt das Universalbankgeschäft. Im Verbundgeschäft arbeitet sie mit der DZ Bank, R+V Versicherung, Bausparkasse Schwäbisch Hall, Teambank, VR Leasing, DZ Hyp und der Union Investment zusammen.

## Geschäftsgebiet
Das Geschäftsgebiet liegt im Süden des Landkreises Kassel. Das Geschäftsgebiet erstreckt sich über die Stadt Baunatal sowie die Gemeinden Fuldabrück, Helsa, Kaufungen, Nieste, Lohfelden, Schauenburg und Söhrewald. Die Bank ist aktuell mit Beratungsstellen („KompetenzCentern“) in Baunatal-Altenbauna, Baunatal-Großenritte, Schauenburg-Elgershausen, Lohfelden und Kaufungen vertreten.
An diesen Orten betreibt die Bank Filialen:
- Altenbauna (Hauptstelle, jur. Sitz)
- Kaufungen (Geschäftsstelle)
- Lohfelden (Geschäftsstelle)
- Elgershausen (Geschäftsstelle)
- Großenritte (Geschäftsstelle)

Zum 2. Januar 2020 wurden die Filialen in Altenritte, Hertingshausen und Rengershausen in Baunatal, Breitenbach und Hoof in Schauenburg, Fuldabrück-Bergshausen, Lohfelden-Vollmarshausen, Söhrewald-Wellerode, Helsa und Eschenstruth sowie Nieste geschlossen. Dort gibt es seitdem ebenso wie in den bisherigen SB-Stellen Kirchbauna und Wattenbach auch keinen Geldautomaten mehr.